# 教育遊戲
教育遊戲（Educational games）是特別為了教育目的而設計的遊戲。所有種類的遊戲都可以用在教育情境中，不過教育遊戲會專指用來讓人可以學習特定主題、擴展概念、強化發展、瞭解某歷史事件或是文化、或是學習某技能的遊戲。遊戲種類包括圖版遊戲、卡片遊戲及电子游戏。
隨著教育者、政府以及家長瞭解人對遊戲的心理需求，及學習上的助益。此一教育工具開始變成主流。遊戲可以用互動的方式教授目的、規則、調適、問題解決以及互動。可以滿足學習的基本需求，在遊戲中提供娛樂、熱情參與、結構、動機、自我酬賞、創造力及社交互動，並且也進行了學習。

## 起源
作家弗里德里希·席勒在其文章《論人的美學教育》（Upon the Aesthetic Education of Man）中，有提到遊戲是文明的力量，讓人可以從本能提昇，成為啟蒙群體中的一員。席勒曾提到：「人只有在遊戲時才是完整的人」，雖然這句話和作者對於自由和美之類概念的信念所限制，不過仍開創约翰·赫伊津哈的經典研究《游戏的人》。
遊戲長久以來都用作教育的工具之一。中古時期的貴族利用古老的西洋棋來學習戰爭的策略。美國南北戰爭中，羅德島的志願軍坃Kriegsspiel遊戲，此遊戲是在1812年為了訓練普魯士軍官所發明的。在19世紀初期，弗里德里希·福禄贝尔創立了幼稚園，其中是以在遊戲中學習為基礎。幼童可以開心的玩包括積木、針線包、黏土和編織材料在內的簡單教育玩具。

## 應用
傳統上，教學上對科技的應用多半是以有趣的方式來解決問題（特別是數學問題）。一般會有一些設計好的實例，引導學生了解特定技術，未來給他們預備會用到之前所教授技術的作業。這也可以應用在虛擬世界中。較近期為高等教育學生設計教育遊戲，結合了現實環境的案例以及虛擬的學習環境，讓學生可以有一致性，全天的教育「虛擬」體驗。有些實施美國共同核心州立計畫的公立學校裡，教師會用以遊戲為基礎的學習計劃來補充其教學計劃。。
未來的科技及遊戲會用模擬環境上，以模擬真實世界的問題。像是飛行訓練之類專業領域中，已經運用模擬軟體，在飛行員實際進入飛機之前就進行訓練。這些訓練課程是要複製真實會遇到的問題、情境以及壓力，但不會出現和真正飛行有關的風險因素。模擬遊戲也用在其他的專業領域中，像在美國的亞美亞公司，就用間諜情境的學習軟體來提昇銷售技能，紐約市則是用3D模擬遊戲來訓練紐約市的緊急救援人員。
在決定以遊戲為基礎的學習要如何使用之前，教授者需要先確認希望學習者學到什麼。教授者若讓訓練沒有聚焦在中心概念，就有可能使用了遊戲，但無法和學習者連結。為了避免這種情形，需要將材料針對學習者的年齡群、熟悉度、之前學習內容調整，讓教授的材料對學習者來說是難度恰到好處的，不會太難，也不會太簡單。在設計過程的初期蒐集兒童的意見，有助於知道兒童在一般應用技術或是特定應用技術中，希望得到的事物。在需求蒐集過程中，兒童的早期參與，可以發現像是在科喜好上的性別差異，以及其呈現文字資訊的方式之類的資訊。大型多人線上遊戲（MMO）可以提供玩家提昇「複雜學習、思考以及社交實作」的機會。大型多人線上遊戲也提供了社交網路，鼓勵在遊戲及學習時的合作，有助於團隊的形成、團隊內的溝通，也強化個人以及群體的認同。

## 電子遊戲
隨著科技設備的增加及並且普遍，人們玩的遊戲種類也開始變化。電子遊戲比傳統的圖版遊戲更加常見。美國的教育學者Sasha Barab將概念性遊戲（conceptual play）定義為「一種參與的狀態，其中包括(a)將自身投射到角色裡 (b)參與部份虛構的情境 (c)應用概念上的理解來明瞭文本，最終要改變情境。」:991。這類遊戲空間的目的是讓玩家在學習認知以及社交技能時，也參與到遊戲的敘事中。當玩家學習去認同遊戲中所選的角色以及遊戲的虛擬環境時，也就在遊戲過程中可以沈浸在其中，這有助於「移情體現」（empathetic embodiment）。
教育電子遊戲可以分為主要的兩類：「寓教於樂」（Edutainment）的遊戲，一般是在線性的進展中鑽研基礎的內容，同時增加一些娛樂價值。另一類則是鼓勵創意思考以及問題解決的遊戲。

## 遊戲式學習
遊戲式學習（Game-based learning，GBL）是為了讓參與者有學習效果而設計的遊戲。兒童會花幾個小時玩捉迷藏、學習數位遊戲的步驟、參與創意性的遊戲。因此，可以說遊戲和學習是同步的，可以在社會以及文化的情境下帶在認知以及情感上的成長。例如在捉迷藏的遊戲裡，擅於藏躲的人需要視覺和空間的知覺，找到好的藏躲位置，而要找其他人的人需要可以在周遭的環境找到藏躲者的線索，並且在不同的場所中找到藏躲者最可能躲的地方。

## 延伸閱讀
- James Paul Gee. . Palgrave Macmillan. 2003. ISBN 978-1-4039-6169-3.